# Santa Pudenziana (titolo cardinalizio)
Santa Pudenziana (in latino Titulus Sanctæ Pudentianæ) è un titolo cardinalizio istituito intorno al 112 da papa Alessandro I in sostituzione di quello di San Pudente che insisteva sul luogo dove aveva dimorato intorno al 42 San Pietro. Nel 160 papa Pio I annesse alla chiesa un oratorio e lo assegnò al suo amico Pastore, di qui un altro nome, San Pastore, con il quale è noto il titolo. 
Nel IV secolo la chiesa fu ricostruita da papa Siricio. Il titolo Pudentiana apparve per la prima volta in un'iscrizione del 384 e, in seguito, riapparve al sinodo romano del 595 sotto il nome di Pudentis. Nelle biografie di papa Adriano I e di papa Leone III, contenute nel Liber pontificalis, il titolo viene riportato come Prudentiis et Pudentianae. Secondo il catalogo di Pietro Mallio, stilato sotto il pontificato di papa Alessandro III, questo titolo, riportato come Sanctae Potentianae, era legato alla basilica di Santa Maria Maggiore ed i suoi sacerdoti vi celebravano messa a turno. Una lista risalente al 1492 lo chiama nello stesso modo ma, a partire dal XVI secolo, il titolo è sempre stato conosciuto con il nome di Santa Pudenziana.
Dal 28 giugno 2018 il titolare è il cardinale Thomas Aquino Manyo Maeda, arcivescovo metropolita di Osaka-Takamatsu.

## Titolari
- Siricio  (prima del 384 - 11 dicembre 384 eletto papa)
- Asterio e Giustino (menzionati nel 499)[1]
- Basso (menzionato nel 595)[2]
- Sergio (745 - ?)
- Romano (805 - prima dell'853)
- Romano (853 - ?)
- Benedetto (1077 - prima del 1099)
- Ottone (1099 - prima del 1105)
- Giovanni (1105 - circa 1113)
- Corrado della Suburra (1113 - 1130|1127)
  - Giovanni Dauferio, pseudocardinale dell'antipapa Anacleto II (1130 - circa 1135)
- Griffone (1135 - 22 aprile 1139 dimesso)
- Presbitero (1139 - 1140 deceduto)
- Pietro (1140 - 1144 deceduto)
- Guido Clemente Cybo (dicembre 1144 - 1159 ? deceduto)
- Gerardo (febbraio 1159 - circa 1164 deceduto)
- Boso Breakspear (o Boson), E.B.C. (1165 - 1181 deceduto)
- Paolo Scolari (1180 - dicembre 1180 nominato cardinale vescovo di Palestrina)
- Roberto (1180 - prima del 1188)
- Giordano dei conti di Ceccano, O.Cist. (12 marzo 1188 - 23 marzo 1206 deceduto)
- Pietro Sasso (o Sassi, o Saxonis) (1205 - 1219 deceduto)
- Barthélemy (18 settembre 1227 - 15 marzo 1231 deceduto)
- Girolamo Masci, O.Min. (12 marzo 1278 - 12 aprile 1281 nominato cardinale vescovo di Palestrina)
- Robert de Pontigny, O.Cist. (18 settembre 1294 - 9 ottobre 1305 deceduto)
- Guillaume Ruffat des Forges (1306 - 24 febbraio 1311 deceduto)
- Raymond de Saint-Sever, O.S.B.Clun. (23 dicembre 1312 - 19 luglio 1317 deceduto)
- Pierre des Prés (1320 - 25 maggio 1323 nominato cardinale vescovo di Palestrina)
- Rainolfo de Monteruc (o de Gorza, o de la Gorse) (18 settembre 1378 - 15 agosto 1382 deceduto)
- Marino del Giudice (circa 1383 - 11 gennaio 1386 deceduto)
  - Bertrand de Chanac (9 marzo 1386 - 21 maggio 1401 deceduto), pseudocardinale dell'antipapa Clemente VII
- Bartolomeo Oleario, O.F.M. (18 dicembre 1389 - 16 aprile 1396 deceduto)
- Angelo d'Anna de Sommariva, O.S.B.Cam. (maggio 1396 - 23 settembre 1412 nominato cardinale vescovo di Palestrina)
  - Otón de Montcada y de Luna (2 ottobre 1440 - 13 aprile 1445, dimesso), pseudocardinale dell'antipapa Felice V
- Guillaume d'Estouteville (1459 - ?)[3]
- Guillaume Briçonnet (19 gennaio 1495 - 17 settembre 1507 nominato cardinale vescovo di Albano)
- Pietro Isvalies (o Isuales, o Isuali, o Isuagles, o Suaglio) (18 agosto 1507 - 22 settembre 1511 deceduto)
- Matteo Schiner (22 settembre 1511 - 30 settembre 1522 deceduto)
- Gianvincenzo Carafa (27 aprile 1528 - 23 luglio 1537 nominato cardinale presbitero di Santa Prisca)
- Rodolfo Pio (23 luglio 1537 - 28 novembre 1537 nominato cardinale presbitero di Santa Prisca)
- Ascanio Parisani (28 gennaio 1540 - 3 aprile 1549 deceduto)
- Giovanni Angelo de' Medici (10 maggio 1549 - 1º settembre 1550 nominato cardinale presbitero di Sant'Anastasia)
- Giovanni Angelo de' Medici (23 marzo 1552 - 11 dicembre 1553 nominato cardinale presbitero di Santo Stefano al Monte Celio)
- Scipione Rebiba (24 gennaio 1556 - 7 febbraio 1565 nominato cardinale presbitero di Sant'Anastasia)
- Francisco Pacheco de Villena, diaconia pro illa vice (7 febbraio 1565 - 17 novembre 1565 nominato cardinale presbitero di Santa Croce in Gerusalemme)
- Giovanni Francesco Gambara (17 novembre 1565 - 3 luglio 1570 nominato cardinale presbitero di Santa Prisca)
- Paolo Burali d'Arezzo, C.R. (20 novembre 1570 - 17 giugno 1578 deceduto)
- Claude de la Baume (24 agosto 1580 - 14 giugno 1584 deceduto)
- Enrico Caetani (15 gennaio 1586 - 13 dicembre 1599 deceduto)
- Ascanio Colonna (15 dicembre 1599 - 30 gennaio 1606 nominato cardinale presbitero di Santa Croce in Gerusalemme)
- Innocenzo Del Bufalo-Cancellieri (30 gennaio 1606 - 19 novembre 1607 nominato cardinale presbitero dei Santi Nereo e Achilleo)
- Bonifazio Caetani (19 novembre 1607 - 24 giugno 1617 deceduto)
- Roberto Ubaldini (3 luglio 1617 - 17 maggio 1621 nominato cardinale presbitero di Sant'Alessio)
- Antonio Caetani (17 maggio 1621 - 17 marzo 1624 deceduto)
- Luigi Caetani (1626 - 1642)
- Alderano Cybo-Malaspina (24 aprile 1645 - 30 gennaio 1668 nominato cardinale presbitero di Santa Prassede)
- Rinaldo d'Este (12 marzo 1668 - 18 marzo 1671 nominato cardinale presbitero di San Lorenzo in Lucina)
- Gaspare Carpegna (18 marzo 1671 - 14 novembre 1672 nominato cardinale presbitero di San Silvestro in Capite)
- Girolamo Gastaldi (17 luglio 1673 - 13 settembre 1677 nominato cardinale presbitero di Sant'Anastasia)
  - Titolo vacante (1677 - 1696)
- Federico Caccia (13 agosto 1696 - 14 gennaio 1699 deceduto)
- Giovanni Maria Gabrielli, O.Cist. (3 febbraio 1700 - 17 settembre 1711 deceduto)
  - Titolo vacante (1711 - 1716)
- Ferdinando Nuzzi (5 febbraio 1716 - 1º dicembre 1717 deceduto)
  - Titolo vacante (1717 - 1721)
- Carlos Borja Centellas y Ponce de León (21 giugno 1721 - 8 agosto 1733 deceduto)
- Giuseppe Spinelli (14 marzo 1735 - 25 settembre 1752 nominato cardinale presbitero di Santa Maria in Trastevere)
- Antonino Sersale (20 maggio 1754 - 24 giugno 1775 deceduto)
- Andrea Gioannetti, O.S.B.Cam. (30 marzo 1778 - 8 aprile 1800 deceduto)
- Lorenzo Litta (23 dicembre 1801 - 26 settembre 1814 nominato cardinale vescovo di Sabina)
  - Titolo vacante (1814 - 1818)
- Fabrizio Sceberras Testaferrata (25 maggio 1818 - 3 agosto 1843 deceduto)
- Tommaso Pasquale Gizzi (25 gennaio 1844 - 3 giugno 1849 deceduto)
- Nicholas Patrick Stephen Wiseman (3 ottobre 1850 - 15 febbraio 1865 deceduto)
- Lucien-Louis-Joseph-Napoléon Bonaparte (16 marzo 1868 - 19 settembre 1879 nominato cardinale presbitero di San Lorenzo in Lucina)
- Domenico Sanguigni (27 febbraio 1880 - 20 novembre 1882 deceduto)
- Włodzimierz Czacki (15 marzo 1883 - 8 marzo 1888 deceduto)
- Giuseppe Benedetto Dusmet, O.S.B.Cas. (14 febbraio 1889 - 4 aprile 1894 deceduto)
- Victor-Lucien-Sulpice Lécot (21 maggio 1894 - 19 dicembre 1908 deceduto)
- Francis Alphonsus Bourne (30 novembre 1911 - 1º gennaio 1935 deceduto)
- Luigi Maglione (18 giugno 1936 - 22 agosto 1944 deceduto)
- Jules-Géraud Saliège (17 maggio 1946 - 5 novembre 1956 deceduto)
- Alberto di Jorio, diaconia pro illa vice (18 dicembre 1958 - 26 giugno 1967); (26 giugno 1967 - 5 settembre 1979 deceduto)
  - Titolo vacante (1979 - 1983)
- Joachim Meisner (2 febbraio 1983 - 5 luglio 2017 deceduto)
- Thomas Aquino Manyo Maeda, dal 28 giugno 2018